# Reginald Rose
Pour les articles homonymes, voir Rose.
Œuvres principales
- Douze hommes en colère

Reginald Rose, né à Manhattan, à New York, le 10 décembre 1920 et mort le 19 avril 2002 à Norwalk, dans le  Connecticut, est un écrivain, dramaturge et scénariste américain.

## Biographie
Il fait brièvement ses études supérieures au City College of New York avant de servir dans l'Armée de terre des États-Unis pendant la Seconde Guerre mondiale.
Après le conflit, il travaille comme scénariste de film, puis comme scripteur lors des deux premières décennies de la télévision américaine. Son écriture se singularise par le traitement tout en finesse qu'il imprime à l'évocation de problèmes sociaux et politiques controversés. Fondé sur l'efficacité, une documentation précise et des dialogues réalistes, ses œuvres contribuent à imposer le style naturaliste de la télévision américaine.
Au théâtre, il est surtout connu pour être l'auteur de Douze Hommes en colère, pièce en deux actes, créée en 1953. L'adaptation de cette œuvre au cinéma par Sidney Lumet sous le même titre remporte un Ours d'or au Festival de Berlin 1957. 
Il est également le scénariste de treize épisodes de la série télévisée américaine Les Accusés et, seul ou en collaboration, de plusieurs films, dont L'Homme de l'Ouest (1958) d'Anthony Mann et Le Commando de Sa Majesté (1980) d'Andrew V. McLaglen.
Sa mort, en 2002, est causée par des complications liées à une insuffisance cardiaque.

## Œuvre

### Théâtre
- The Porcelain Year (1950)
- Twelve Angry Men (1954) Publié en français sous le titre Douze hommes en colère, traduit par André Obey, Paris, L'avant-scène no 184, 1958 Publié en français sous le titre Douze hommes en colère, nouvelle traduction par Attica Guedj et Stéphan Meldegg, Paris, L'avant-scène, 1997
- Black Monday (1962)
- Dear Friends (1968)
- This Agony, This Triumph (1972)

### Scénarios pour le cinéma
- 1956 : Face au crime (Crime in the Streets), film américain de Don Siegel, avec John Cassavetes, James Whitmore et Sal Mineo
- 1958 : L'Homme de l'Ouest (Man of the West), film américain d'Anthony Mann, avec Gary Cooper, Lee J. Cobb et Julie London
- 1959 : L'Homme dans le filet (The Man in the Net), film américain de Michael Curtiz, avec Alan Ladd, Carolyn Jones, et Diane Webster
- 1978 :  Les Oies sauvages (The Wild Geese), film américain d'Andrew V. McLaglen, avec Richard Burton, Roger Moore et Richard Harris
- 1978 :  Qui a tué mon cher mari ? (Somebody Killed Her Husband), film américain de Lamont Johnson, avec Farrah Fawcett, Jeff Bridges et John Wood
- 1980 :  Le Commando de Sa Majesté (The Sea Wolves), film américain d'Andrew V. McLaglen, avec Gregory Peck, Roger Moore et David Niven
- 1981 :  C'est ma vie, après tout ! (Whose Life Is It Anyway?), film américain de John Badham, avec Richard Dreyfuss, John Cassavetes et Christine Lahti
- 1982 :  Commando, film britannique de Ian Sharp, avec Lewis Collins, Judy Davis et Richard Widmark
- 1985 :  Les Oies sauvages 2 (Wild Geese II), film australo-britannique de Peter Hunt, avec Scott Glenn, Barbara Carrera et Edward Fox

## Adaptations de son théâtre

### Au cinéma
- 1957 : Douze hommes en colère, film américain de Sidney Lumet, avec Henry Fonda, Lee J. Cobb et Martin Balsam
- 2007 : 12, film russe de Nikita Mikhalkov, avec Sergueï Makovetski, Nikita Mikhalkov et Sergueï Garmach

### À la télévision
- 1969: Douze Hommes en colère, téléfilm belge (théâtre en direct) d'André Obey, avec Robert Roanne, Jean-Marie Deblin, Eric Pradier, Jacques Courtois, Georges Bossair, Paul Anrieu, Lucien Salkin, Vanderic, Jacques Lippe, Raymond Peira, Laurent Lurkor et Richard Muller[6].
- 1997 : Douze hommes en colère, téléfilm américain de William Friedkin, avec Jack Lemmon, George C. Scott et Hume Cronyn
- 2010 : Douze hommes en colère, téléfilm français de Dominique Thiel, avec Michel Leeb, Pierre Santini et Alain Doutey

## Récompenses
- Lors de la 30e cérémonie des Oscars, en 1958, il est nommé dans les catégories meilleur scénario adapté et Oscar du meilleur film pour Douze Hommes en colère.
- Il a obtenu le prix Edgar-Allan-Poe 1958 du meilleur scénario pour son adaptation au cinéma.